# Ram Oren (Autor)
Ram Oren  (geboren 1936 in Tel Aviv, Völkerbundsmandat für Palästina) ist ein israelischer Jurist, Journalist, Schriftsteller  und Verleger.

## Leben
Oren wurde in Tel Aviv geboren. Seine ersten Erfahrungen in einem Zeitungsverlag sammelte er als 15-jähriger Bote der Zeitung Jedi’ot Acharonot, von 1952 bis 1955 war er deren Korrespondent. Von 1955 bis 1958 war er Reporter der Wochenzeitung Bamahane  der Israelischen Armee. An der Hebräischen Universität in Jerusalem studierte er von 1958 bis 1963 Rechtswissenschaften. Von 1964 bis 1994 arbeitete er wieder für Jedi’ot Acharonot, unter anderem als Chefreporter in New York. 1994 veröffentlichte er seinen ersten Roman, Seduction. 1996 gründete er den Verlag Keshet. 2010 erschien in deutscher Übersetzung von Evelyn Reuter Für dich habe ich es gewagt. Ein Kind, ein Versprechen und eine dramatische Rettung  über Gertruda Bablinska, die den ihr anvertrauten dreijährigen Michael Stolowitzky vor dem Holocaust rettete. Elie Wiesel bezeichnete den Text als written with impressive talent and suspense, this true story will appeal to many.
Publishers Weekly bezeichnete Oren als den „israelische[n] John Grisham“. Er ist einer der erfolgreichsten Bestseller-Autoren Israels. Sein Roman Pituy (Verführung) wurde 2002 von Eran Riklis verfilmt.

## Werke
in deutscher Übersetzung
- Für Dich habe ich es gewagt. Ein Kind, ein Versprechen und eine dramatische Rettung. In Zusammenarbeit mit Michael Stolowitzky. Übersetzung aus dem Englischen Evelyn Reuter. Brunnen, Gießen 2010, ISBN 978-3-7655-1767-9.
  - Gertrudas Versprechen, Eine dramatische Rettung eines jüdischen Jungen. Dumont, Köln 2015, ISBN 978-3-8321-6333-4.
- mit Moti Kfir: Sylvia Rafael. Mossad-Agentin. Übersetzung aus Hebräischen von Ruth Achlama. Arche Verlag, Zürich 2012, ISBN 978-3-7160-2668-7.
- Apfelsinen aus Jaffa. Erzählungen. Übersetzung aus Hebräischen von Elisabeth Hausen. Brunnen, Gießen 2012, ISBN 978-3-7655-1234-6.